# 河野真
河野 真（かわの まこと、1965年8月1日-  )は、日本の警察官僚。内閣官房内閣審議官(内閣官房副長官補付)=内閣官房拉致問題対策本部事務局長。

## 来歴
宮崎県出身。ラ・サール高校を経て、東京大学法学部を卒業後、1989年 (平成元年)、警察庁に入庁。
入庁後、愛媛県警察本部刑事部捜査第二課長、皇宮警察本部護衛部護衛第二課長、在中華人民共和国日本国大使館一等書記官、京都府警察本部警備部長、警察庁警備局外事情報部国際テロリズム対策課国際テロリズム対策官、内閣官房内閣情報調査室内閣衛星情報センター管理部運用情報管理課長兼内閣官房参事官(内閣情報調査室)などを歴任。
2016年8月22日、鹿児島県警察本部長に就任。2017年11月の天皇・皇后の県内訪問時の警備などに取り組んだ。
その後、警察庁情報通信局情報通信企画課長、警察庁警備局警備運用部長、内閣官房内閣審議官(内閣情報調査室)=内閣官房国際テロ情報集約室情報収集統括官兼外務省大臣官房審議官(総合外交政策局)などを歴任。
2025年4月18日、内閣官房内閣審議官(内閣官房副長官補付)=内閣官房拉致問題対策本部事務局長に就任。

## 略歴
- 1989年4月-   警察庁入庁[1]
- 1992年9月-   愛媛県警察本部刑事部捜査第二課長[1]
- 1994年4月-   警視庁公安部外事第一課課長代理[1]
- 1995年
  - 6月-  国税庁課税部所得税課国税実査官[1]
  - 7月-  国税庁仙台国税局酒田税務署長[7]
- 1996年7月-   皇宮警察本部護衛部護衛第二課長[1]
- 1998年8月-   警察庁海外調査研究員 (ハーバード大学)[1]
- 1999年8月-   警察庁警備局公安第二課課長補佐[1]
- 2000年8月-   警察庁長官官房人事課付(外務省研修所)[1]
- 2001年2月-   外務省在中華人民共和国日本国大使館一等書記官[1]
- 2004年
  - 5月-    警察庁長官官房国際課課長補佐[1]
  - 8月-    警察庁長官官房国際課理事官[1]
- 2005年4月-   長野県警察本部警務部長[8]
- 2007年3月-   京都府警察本部警備部長[9]
- 2008年8月-   警察庁警備局警備課警護室長[1]
- 2010年2月-   警察庁警備局外事情報部国際テロリズム対策課国際テロリズム対策官[1]
- 2011年12月- 警視庁第一方面本部長兼警務部参事官[10]
- 2013年2月-   警察庁長官官房付(内閣官房内閣情報調査室内閣衛星情報センター管理部運用情報管理課長兼内閣官房参事官(内閣情報調査室))[11][12][13]
- 2016年8月-   鹿児島県警察本部長 (任警視監)[2][3]
- 2018年8月-   警察庁情報通信局情報通信企画課長[4][14]
- 2019年4月-   警察庁長官官房審議官(警備局担当)[15][16]
- 2020年1月-   警察庁警備局警備運用部長[17][18]
- 2021年1月-   内閣官房内閣審議官(内閣情報調査室)=内閣官房内閣情報調査室カウンターインテリジェンス・センター副センター長兼内閣官房国際テロ情報集約室次長[19]
- 2023年4月-   内閣官房内閣審議官(内閣情報調査室)=内閣官房国際テロ情報集約室情報収集統括官兼外務省大臣官房審議官(総合外交政策局)[20][21]
- 2025年4月-   内閣官房内閣審議官(内閣官房副長官補付)=内閣官房拉致問題対策本部事務局長[5][6]